# 蘇聯最高領導人列表
在苏联69年的历史上，并没有一位官方的“苏联领袖”，但苏联共产党的总书记通常是这个国家的实际最高领导人。在弗拉基米尔·伊里奇·列宁的理念中，苏联的最高领导者是先锋党派的合议机构，属集体领导制。根据1977年颁佈的《苏联宪法》，苏联部长会议主席（前期為苏联人民委员会）是苏联政府首脑，苏联最高苏维埃主席团主席為国家元首。部长会议主席相当于部分西方国家的总理，最高苏维埃主席团相当于部分西方国家的国会议长，主席团的主席也是国家元首代表。
约瑟夫·斯大林在20世纪20年代成功地巩固权力后，苏联共产党中央委员会总书记成为苏联最高领导人的代名词，因为该职位同时控制着苏联共产党和苏联政府。总书记一职经斯大林废除后，又在赫魯雪夫手中以“第一書記”之名重建，勃列日涅夫再于1966年将其改回原来的名字。作为共产党首脑，总书记直到1990年都是苏联最高领导人。总书记的继任程序缺乏明确指引，所以苏联领袖逝世或是遭解职后，继任者通常需要苏联共产党中央政治局、中央委员会或其他政府和政党的支持才能获取并保有权力。1990年3月建立的苏联总统一职取代总书记成为苏联的最高政治职务。
建立总统一职的同时，苏联人民代表大会还经投票废除《苏联宪法》第6条，这一条规定苏联是由共产党控制的一党制国家，让共产党在社会中拥有领导地位。废除此项削弱了共产党的权力和共产党对苏联及其人民的支配地位。如果在任总统死亡、辞职或被罢免，苏联副总统将继任成为新的总统，不过这种情况尚未出现，苏联就解体了。八一九事件失败后，副总统亞納耶夫由选举出的苏联国务委员会委员取代。

## 简介
1922年12月30日，苏联苏维埃代表大会投票选举弗拉基米尔·伊里奇·列宁担任苏联人民委员会主席。列宁时年52岁，身上有两处枪伤，之后的三次中风使其健康状态愈加恶化，最终导致他在1924年1月21日逝世。在列宁最后的日子里，权力已经逐渐掌握在斯大林手中。列宁死后，阿列克谢·伊万诺维奇·李可夫继任成为苏联人民委员会主席，“从法律上讲”，他是这个国家最有权力的人，但苏联共产党中央政治局从1920年代中期开始凌驾于苏联人民委员会之上。到1920年代末，李可夫只不过是总书记斯大林和其控制下政治局的橡皮图章。
斯大林早期的政策推行激进的工业化，把私人企业国有化，根据列宁的新经济政策建立的自留地也被集体化。作为政治局的领袖，斯大林在大清洗这一系列的政治镇压和迫害运动后获得了近乎绝对的权力。1941年6月，纳粹德国发动巴巴罗萨行动入侵苏联，但在12月被对方击退。在斯大林的命令下，苏联红军向纳粹德国展开反击。1953年3月斯大林去世，他的死引发了赫魯雪夫和馬林科夫之间的权力争斗，数年后，赫鲁晓夫获胜。
赫鲁晓夫曾于1956和1962年两度公开谴责斯大林，去斯大林化政策让他在党内树敌众多，特別是斯大林主义者及受其任命的人。许多人将赫鲁晓夫的做法看成是破坏性的，会破坏国家的稳定。1957年，一个“反党集团”试图罢黜赫鲁晓夫但没有成功。随着年龄渐长，赫鲁晓夫古怪的行为变得更加严重，经常未经政治局协商就做出决定。赫鲁晓夫的亲密战友勃列日涅夫在前者被罢免的同一天当选第一书记，阿列克谢·尼古拉耶维奇·柯西金成为新的部长会议主席，阿纳斯塔斯·伊万诺维奇·米高扬保留苏联最高苏维埃主席团的职务。1965年，在政治局的命令下，米高扬被迫退休，尼古拉·维克托罗维奇·波德戈尔内继任。1960年代的后赫鲁晓夫时代中，苏联是由集体领导管控的。1967年，柯西金代表苏联参加了葛拉斯堡罗峰会，美国国家安全顾问亨利·基辛格据此误以为柯西金就是“苏联领袖”，是“苏联外交政策”的舵手。
米哈伊尔·谢尔盖耶维奇·戈尔巴乔夫创作了“停滞时代”这样一个贬义词，来代表勃列日涅夫统治下的整个国家经济效率低下，社会和政府由老人政治把持的时代。1982年，尤里·弗拉基米罗维奇·安德罗波夫继任了勃列日涅夫的总书记一职。次年，安德罗波夫住院治疗，并且由于健康状况的恶化很少再主持政治局会议。于是尼古拉·亚历山德罗维奇·吉洪诺夫经常在自己家中主持这些会议。安德罗波夫去世后，年纪更大的康斯坦丁·乌斯季诺维奇·契尔年科当选为总书记。他的统治时期只有一年出头。
1985年3月11日，戈尔巴乔夫获政治局选举当选总书记。1980年代中后期，他启动了经济改革和开放政策。这些政策给他树敌众多，随着根纳季·伊万诺维奇·亚纳耶夫试图推翻戈尔巴乔夫的八一九事件失败，一系列动荡和变革最终导致了苏联的全面解体。
隨著戈尔巴乔夫於2022年8日30日去世，所有苏联最高领导人已全数离世。

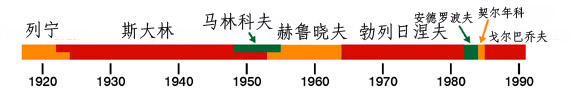
苏联最高领导人列表

## 列表
以下列表只包括能够在苏联共产党和苏联政府中获得足够支持的人，或是苏联的实际领导人。
| 任次   | 姓名 （出生–逝世）                               | 肖像 | 担任最高领导人时间              | 代表大会     | 注释 |
| ------ | ------------------------------------------------ | ---- | ------------------------------- | ------------ | --- |
| 第一任 | 弗拉基米尔·伊里奇·列宁 （1870–1924）             |      | 1922年12月30日 ↓ 1924年1月21日  | 第11至第12次 | 苏联人民委员会主席，自布尔什维克成立以来的非正式领袖。1917年起是俄罗斯苏维埃联邦社会主义共和国领导人，1922年起任苏联领导人直至逝世。 |
| 爭議   | 阿列克谢·伊万诺维奇·李可夫 （1881–1938）         |      | 1924年1月21日 ↓ 1924年          | —            | 作为苏联人民委员会主席，是俄罗斯苏维埃联邦社会主义共和国和苏联的领导人，但实际控制权在1920年代很快就因共产党和斯大林的影响而失去了权力。 |
| 第二任 | 约瑟夫·维萨里奥诺维奇·斯大林 （1878–1953）       |      | 1924年 ↓ 1953年3月5日           | 第13至第19次 | 1922年4月3日至1952年10月任苏共中央总书记，辞职后该职位被废除。1941年5月6日至1953年3月5日担任苏联部长会议主席。他还于1941年7月19日至1947年3月3日担任国防部长，并在苏德战争期间任苏联国防委员会主席，1921至1923年他成为唯一一位担任民族事务人民委员的官员。 |
| 第三任 | 格奥尔基·马克西米连诺维奇·马林科夫 （1902–1988） |      | 1953年3月5日 ↓ 1953年3月13日    | —            | 苏联共产党中央书记处领导人物，但之后被迫退休。从斯大林去世起到1955年2月，马林科夫与赫鲁晓夫展开了权力争斗。 |
| 第四任 | 尼基塔·謝爾蓋耶維奇·赫魯曉夫 （1894–1971）       |      | 1953年3月13日 ↓ 1964年10月14日  | 第20至第22次 | 1958年3月27日至1964年10月14日担任苏联共产党中央委员会第一书记和部长会议主席。1964年10月13日，在阿布哈茲度假的赫鲁晓夫被列昂尼德·伊里奇·勃列日涅夫召回莫斯科与主席团（政治局）召开特别会议，次日，赫鲁晓夫宣布退休。                                       |
| 第五任 | 列昂尼德·伊里奇·勃列日涅夫 （1906–1982）         |      | 1964年10月14日 ↓ 1982年11月10日 | 第23至第26次 | 担任苏联共产党中央委员会第一书记，后更名为总书记，之后任最高苏维埃主席团主席。 |
| 第六任 | 尤里·弗拉基米罗维奇·安德罗波夫 （1914–1984）     |      | 1982年11月10日 ↓ 1984年2月9日   | —            | 1983年6月16日至1984年2月9日任苏联共产党中央委员会总书记和主席团主席。 |
| 第七任 | 康斯坦丁·乌斯季诺维奇·契尔年科 （1911–1985）     |      | 1984年2月13日 ↓ 1985年3月10日   | —            | 1984年4月11日至1985年3月10日任苏联共产党中央委员会总书记和主席团主席。 |
| 第八任 | 米哈伊尔·谢尔盖耶维奇·戈尔巴乔夫 （1931－2022）  |      | 1985年3月11日 ↓ 1991年12月25日  | 第27至第28次 | 1985年3月11日起任苏联共产党总书记，1991年8月24日辞职。1988年10月1日任最高苏维埃主席团主席直至该职位于1989年5月25日更名为最高苏维埃主席并继续任职至1990年3月15日。1990年3月15日至1991年12月25日任苏联总统。戈尔巴乔夫辞去总统职位次日，苏联解体。          |

### 三驾马车列表
列宁去世后至斯大林掌权前，斯大林逝世后至赫鲁晓夫掌权前，以及赫鲁晓夫下台后至勃列日涅夫巩固领导权以前，苏联由一个被称为“三驾马车”的集体领导共同治理，没有其中任何一位单独拥有领导权。
| 成员 （出生和死亡年）                    | 成员 （出生和死亡年）                              | 成员 （出生和死亡年）                            | 任期                           | 注释 |
| ---------------------------------------- | -------------------------------------------------- | ------------------------------------------------ | ------------------------------ | --- |
|                                          |                                                    |                                                  | 1922年5月 ↓ 1925年             | 列宁首次中风后，苏联组建了一个三人小组代替列宁治理国家，其成员包括列夫·鲍里索维奇·加米涅夫、斯大林和格里高利·叶夫谢耶维奇·季诺维耶夫。1925年，加米涅夫和季诺维耶夫决定与斯大林断交，这个三人小组也由此解体。加米涅夫和季诺维耶夫都在后来斯大林发动的大清洗中遭到肃清。                                                   |
| 列夫·鲍里索维奇·加米涅夫 （1883–1936）   | 约瑟夫·维萨里奥诺维奇·斯大林 （1878–1953）         | 格里高利·叶夫谢耶维奇·季诺维耶夫 （1883–1936）   | 1922年5月 ↓ 1925年             | 列宁首次中风后，苏联组建了一个三人小组代替列宁治理国家，其成员包括列夫·鲍里索维奇·加米涅夫、斯大林和格里高利·叶夫谢耶维奇·季诺维耶夫。1925年，加米涅夫和季诺维耶夫决定与斯大林断交，这个三人小组也由此解体。加米涅夫和季诺维耶夫都在后来斯大林发动的大清洗中遭到肃清。                                                   |
|                                          |                                                    |                                                  | 1953年3月13日 ↓ 1953年6月26日  | 这个三人小组成员包括格奥尔基·马克西米利安诺维奇·马林科夫、拉夫连季·帕夫洛维奇·贝利亚和维亚切斯拉夫·米哈伊洛维奇·莫洛托夫，这个小组的统治随马林科夫和莫洛托夫欺骗了贝利亚而告终。 |
| 拉夫连季·帕夫洛维奇·贝利亚 （1899–1953） | 格奥尔基·马克西米利安诺维奇·马林科夫 （1902–1988） | 维亚切斯拉夫·米哈伊洛维奇·莫洛托夫 （1890–1986） | 1953年3月13日 ↓ 1953年6月26日  | 这个三人小组成员包括格奥尔基·马克西米利安诺维奇·马林科夫、拉夫连季·帕夫洛维奇·贝利亚和维亚切斯拉夫·米哈伊洛维奇·莫洛托夫，这个小组的统治随马林科夫和莫洛托夫欺骗了贝利亚而告终。 |
|                                          |                                                    |                                                  | 1964年10月14日 ↓ 1977年6月16日 | 这个三人小组包括了集体领导中的领袖成员，分别是第一书记勃列日涅夫，最高苏维埃主席团主席波德戈尔内和部长会议主席柯西金。随着勃列日涅夫权力的逐渐巩固，三人小组于1977年勃列日涅夫接替波德戈尔内担任主席团主席时“解散”。然而在波德戈尔内被排挤出苏共领导层后，这一集团领导继续以一种不同的形式存在并贯穿勃列日涅夫统治始终。 |
| 列昂尼德·伊里奇·勃列日涅夫 （1906–1982） | 阿列克谢·尼古拉耶维奇·柯西金 （1904–1980）         | 尼古拉·维克托罗维奇·波德戈尔内 （1903–1983）     | 1964年10月14日 ↓ 1977年6月16日 | 这个三人小组包括了集体领导中的领袖成员，分别是第一书记勃列日涅夫，最高苏维埃主席团主席波德戈尔内和部长会议主席柯西金。随着勃列日涅夫权力的逐渐巩固，三人小组于1977年勃列日涅夫接替波德戈尔内担任主席团主席时“解散”。然而在波德戈尔内被排挤出苏共领导层后，这一集团领导继续以一种不同的形式存在并贯穿勃列日涅夫统治始终。 |

### 引用
引自书籍
1. 1 2  Armstrong 1986，第169頁.
2. 1 2  Armstrong 1986，第165頁.
3. 1 2  Armstrong 1986，第98頁.
4. ↑  Armstrong 1986，第93頁.
5. ↑  Ginsburgs, Ajani & van den Berg 1989，第500頁.
6. ↑  Armstrong 1989，第22頁.
7. ↑  Brown 1996，第195頁.
8. ↑  Brown 1996，第196頁.
9. ↑  Brown 1996，第275頁.
10. ↑  Lenin 1920，第516頁.
11. ↑  Clark 1988，第373頁.
12. 1 2 3 4 5 6  Brown 2009，第59頁.
13. 1 2  Gregory 2004，第58–59頁.
14. ↑  Brown 2009，第62頁.
15. ↑  Brown 2009，第63頁.
16. ↑  Brown 2009，第72頁.
17. ↑  Brown 2009，第90頁.
18. ↑  Brown 2009，第148頁.
19. ↑  Brown 2009，第194頁.
20. ↑  Brown 2009，第231–33頁.
21. ↑  Brown 2009，第246頁.
22. 1 2 3 4  Service 2009，第378頁.
23. 1 2 3 4 5  Brown 2009，第402頁.
24. ↑  Bacon & Sandle 2002，第13頁.
25. 1 2  Brown 2009，第403頁.
26. ↑  Brown 2009，第398頁.
27. ↑  Zemtsov 1989，第146頁.
28. ↑  Brown 2009，第481頁.
29. ↑  Brown 2009，第487頁.
30. ↑  Brown 2009，第489頁.
31. ↑  Brown 2009，第503頁.
32. ↑  . . 2022-08-30  [2023-11-19]. （原始内容存档于2022-09-23）.
33. 1 2 3  Brown 2009，第53頁.
34. ↑  Sakwa 1999，第140–143頁.
35. ↑  Phillips 2000，第82頁.
36. 1 2  Service 2009，第323頁.
37. ↑  Service 1986，第231–32頁.
38. ↑  Green & Reeves 1993，第196頁.
39. ↑  Service 2005，第154頁.
40. 1 2  Service 2009，第331頁.
41. 1 2 3 4 5 6  Service & 2009 332.
42. ↑  Duiker & Spielvogel 2006，第572頁.
43. ↑  Cook 2001，第163頁.
44. ↑  Hill 1993，第61頁.
45. 1 2 3  Taubman 2003，第258頁.
46. 1 2 3 4 5 6 7  Service 2009，第377頁.
47. ↑  Service 2009，第376頁.
48. ↑  Service 2009，第426頁.
49. 1 2  Service 2009，第428頁.
50. ↑  Service 2009，第433頁.
51. ↑  Paxton 2004，第234頁.
52. 1 2  Service 2009，第434頁.
53. 1 2  Europa Publications Limited 2004，第302頁.
54. 1 2 3  Paxton & 2004 235.
55. ↑  Service 2009，第435頁.
56. 1 2  Gorbachev 1996，第771頁.
57. ↑  Service 2009，第503頁.
58. ↑  Paxton 2004，第236頁.
59. ↑  Paxton 2004，第237頁.
60. ↑  Reim 2002，第18–19頁.
61. 1 2  Rappaport 1999，第141 & 326頁.
62. ↑  Rappaport 1999，第140頁.
63. ↑  Rappaport 1999，第325頁.
64. ↑  Andrew & Gordievsky 1990，第423–24頁.
65. ↑  Marlowe 2005，第140頁.
66. ↑  Baylis 1989，第98頁.

引自其他文献
1. ↑  Government of the USSR: Gorbachev, Mikhail.  [Law: About state governing bodies of USSR in a transition period On the bodies of state authority and administration of the USSR in Transition]. sssr.su. 1972-03-21  [2013-07-20]. （原始内容存档于2013-04-25）.